# Jessica Schilder
Jessica Schilder (19 marzo 1999) è una pesista olandese, vincitrice della medaglia di bronzo ai mondiali di Oregon 2022.
In carriera ha vinto inoltre un argento e un bronzo ai mondiali indoor e tre ori europei, due outdoor ed uno indoor.

## Palmarès
| Anno | Manifestazione  | Sede      | Evento         | Risultato | Prestazione | Note                                                      |
| ---- | --------------- | --------- | -------------- | --------- | ----------- | --------------------------------------------------------- |
| 2022 | Mondiali indoor | Belgrado  | Getto del peso | Bronzo    | 19,48 m     |                                                           |
| 2022 | Mondiali        | Eugene    | Getto del peso | Bronzo    | 19,77 m     | Record nazionale                                          |
| 2022 | Europei         | Monaco    | Getto del peso | Oro       | 20,24 m     | Miglior prestazione europea stagionale · Record nazionale |
| 2023 | Europei indoor  | Istanbul  | Getto del peso | 5ª        | 18,29 m     |                                                           |
| 2023 | Mondiali        | Budapest  | Getto del peso | 8ª        | 19,26 m     |                                                           |
| 2024 | Mondiali indoor | Glasgow   | Getto del peso | 5ª        | 19,37 m     |                                                           |
| 2024 | Europei         | Roma      | Getto del peso | Oro       | 18,77 m     |                                                           |
| 2024 | Giochi olimpici | Parigi    | Getto del peso | 6ª        | 18,91 m     |                                                           |
| 2025 | Europei indoor  | Apeldoorn | Getto del peso | Oro       | 20,69 m     | Record nazionale                                          |
| 2025 | Mondiali indoor | Nanchino  | Getto del peso | Argento   | 20,07 m     |                                                           |

## Altre competizioni internazionali
2025
- Oro ai Campionati europei a squadre di atletica leggera ( Madrid), getto del peso - 20,14 m